# Isabella Löhr
Isabella Löhr (* 1977 in Düsseldorf) ist eine deutsche Historikerin. 

## Leben
Sie studierte Kulturwissenschaften und Philosophie an der Universität Leipzig, war am dortigen Bereich Vergleichende Kultur- und Gesellschaftsgeschichte des Instituts für Kulturwissenschaften von 2006 bis 2008 wissenschaftliche Mitarbeiterin und wurde hier 2008 im promoviert. 
Anschließend war Löhr wissenschaftliche Mitarbeiterin am Lehrstuhl für Neuere Geschichte, Historisches Seminar der Universität Heidelberg (bis 2013), am Fachbereich Europäische und Globalgeschichte, Europainstitut der Universität Basel (bis 2015), am Leibniz-Institut für Geschichte und Kultur des östlichen Europa (GWZO) in Leipzig (bis 2018) und von 2019 bis 2021 Leiterin der von der VolkswagenStiftung geförderten interdisziplinären Nachwuchsgruppe „Die wissenschaftliche Produktion von Wissen über Migration“ am Institut für Migrationsforschung und Interkulturelle Studien (IMIS) der Universität Osnabrück.
2021 habilitierte sie sich im Fach Neuere und Neueste Geschichte an der Philipps-Universität Marburg. Von 2021 bis 2023 war sie stellvertretende Direktorin am Centre Marc Bloch, dem deutsch-französischen Forschungszentrum für Geistes- und Sozialwissenschaften in Berlin. Seit 2023 ist sie Professorin für Internationale Geschichte des 20. Jahrhunderts am Friedrich-Meinecke-Institut der Freien Universität Berlin und Leiterin der Abteilung „Globalisierungen in einer geteilten Welt“ am Leibniz-Zentrum für Zeithistorische Forschung Potsdam (ZZF).
Ihre Forschungsschwerpunkte sind deutsche und europäische Geschichte vom späten 19. bis ins frühe 21. Jahrhundert in ihren internationalen und globalen Bezügen, Migrations- und Mobilitätsforschung, Geschichte des modernen Völkerrechts und der humanitären Hilfe, historische Globalisierungsforschung mit besonderer Aufmerksamkeit für internationale Bewegungen und die Geschichte der Ökumene und interdisziplinäre Wissensforschung.

## Schriften (Auswahl)
- Die Globalisierung geistiger Eigentumsrechte. Neue Strukturen internationaler Zusammenarbeit 1886–1952. Vandenhoeck & Ruprecht, Göttingen 2010, ISBN 978-3-525-37019-3.
- Globale Bildungsmobilität 1850–1930. Von der Bekehrung der Welt zur globalen studentischen Gemeinschaft. Wallstein, Göttingen 2021, ISBN 978-3-8353-5020-5.